# Habenaria carlotae
Habenaria carlotae är en orkidéart som beskrevs av Robert Louis Dressler. Habenaria carlotae ingår i släktet Habenaria och familjen orkidéer.
Artens utbredningsområde är Costa Rica. Inga underarter finns listade i Catalogue of Life.